# 27 settembre
Il 27 settembre è il 270º giorno del calendario gregoriano (il 271º negli anni bisestili). Mancano 95 giorni alla fine dell'anno.

## Eventi
- 359 – Si inaugurano i lavori del concilio di Seleucia
- 489 – Il re degli Eruli Odoacre viene nuovamente sconfitto da Teodorico nella battaglia di Verona
- 1130 – Investitura di Ruggero II d'Altavilla a re di Sicilia
- 1331 – Battaglia di Plowce tra il Regno di Polonia e i Cavalieri Teutonici
- 1529 – Inizio dell'Assedio di Vienna da parte di Solimano il Magnifico
- 1540 – L'Ordine dei Gesuiti riceve il proprio statuto da papa Paolo III
- 1557 – Palermo: una spaventosa alluvione provoca un'ondata di fango che dai monti sovrastanti la città si riversa su di essa lasciando per le vie una scia di morte e distruzione. Le vittime furono più di 7.000.
- 1590 - Muore papa Urbano VII, il papa conosciuto per il pontificato più corto di tutta la storia.
- 1787 – La Costituzione degli Stati Uniti viene consegnata agli Stati per la ratifica
- 1804 - Joseph Pichler (detto Pseirer Josele, Giuseppe della Passiria) alle 10 del mattino, dopo 10 ore di marcia, è il primo uomo a riuscire a scalare il monte Ortles e raggiungere la vetta a 3.905 metri s.l.m.
- 1821 – Il Messico ottiene l'indipendenza dalla Spagna
- 1825 – Apertura della Ferrovia Stockton-Darlington. Prima locomotiva a spingere un treno passeggeri
- 1854 – La nave a vapore Arctic[1] affonda con 300 persone a bordo. È il primo grande disastro nell'Oceano Atlantico
- 1908 – Viene costruita la prima Ford Model T
- 1915 – La nave da battaglia italiana Benedetto Brin affonda nel porto di Brindisi uccidendo oltre 400 marinai
- 1922 – Abdicazione di Costantino I di Grecia
- 1928 – La Repubblica Cinese viene riconosciuta dagli Stati Uniti
- 1937 - Sull'isola di Bali viene abbattuto l'ultimo esemplare di tigre di Bali, una femmina.
- 1938 – Il transatlantico RMS Queen Elizabeth viene varato a Glasgow.
- 1939 – Seconda guerra mondiale: la Polonia si arrende alla Germania nazista e all'Unione Sovietica
- 1940 – Il Patto tripartito viene firmato a Berlino da Germania nazista, Impero giapponese e Regno d'Italia
- 1941
  - Viene varata la SS Patrick Henry, la prima delle circa 2.700 Liberty ships costruite dagli Stati Uniti durante la seconda guerra mondiale.
  - Durante la battaglia di Petrikowka lo CSIR cattura circa 10.000 prigionieri sovietici.
- 1942 – Glenn Miller e la sua orchestra si esibiscono per l'ultima volta prima che Miller entri nell'esercito statunitense
- 1943 – Hanno inizio le Quattro giornate di Napoli. Nella città occupata dai tedeschi scoppia un'insurrezione popolare che nel giro di 4 giorni obbliga gli occupanti a lasciare la città e a lasciare posto agli Alleati
- 1947 – Esce nelle sale cinematografiche statunitensi il film Bongo e i tre avventurieri, 9º Classico Disney
- 1949 – Prima sessione plenaria del Congresso nazionale del popolo, viene approvato il disegno della bandiera della Repubblica Popolare Cinese
- 1964 – Pubblicato il rapporto della Commissione Warren, che conclude che Lee Harvey Oswald, agendo da solo, assassinò il presidente John F. Kennedy
- 1975 – In Spagna viene utilizzata per l'ultima volta la pena di morte.
- 1983 – Richard Stallman annuncia la nascita del Progetto GNU e del software libero.
- 1987 – Nasce il primo partito libero del blocco sovietico, il Forum Democratico Ungherese.
- 1996 – In Afghanistan, i Talebani catturano la capitale Kabul, dopo aver scacciato il presidente Burhanuddin Rabbani ed aver giustiziato Mohammad Najibullah.
- 1997 – La Mars Pathfinder termina il suo straordinario compito su Marte. È stato il primo rover sul pianeta
- 1998 – Nasce il motore di ricerca Google
- 2001 – A Zugo, in Svizzera, l'assassino Friedrich Leibacher fa irruzione nell'aula del Parlamento cantonale uccidendo 14 persone.
- 2002 – Timor Est entra nelle Nazioni Unite
- 2008 – L'astronauta cinese Zhai Zhigang effettua la prima passeggiata spaziale, della durata di 15 minuti, nella storia dell'astronautica cinese; le sue prime parole durante la passeggiata sono state: "Saluto i cinesi e la gente di tutto il mondo."
- 2020 – Seconda guerra del Nagorno Karabakh: l'Azerbaigian lancia un'offensiva contro l'autoproclamata Repubblica di Artsakh nella regione del Nagorno Karabakh, abitata prevalentemente da etnia armeni.

## Nati
Ci sono circa 1 210 voci su persone nate il 27 settembre; vedi la pagina Nati il 27 settembre per un elenco descrittivo o la categoria Nati il 27 settembre per un indice alfabetico.

## Morti
Ci sono circa 460 voci su persone morte il 27 settembre; vedi la pagina Morti il 27 settembre per un elenco descrittivo o la categoria Morti il 27 settembre per un indice alfabetico.

## Feste e ricorrenze

### Civili
Internazionali:
- OMT – Giornata mondiale del turismo

### Religiose
Cristianesimo:
- San Vincenzo de' Paoli, sacerdote e fondatore
- Santi Adolfo e Giovanni di Cordova, martiri
- San Bonfiglio, vescovo di Foligno
- San Caio di Milano, vescovo
- San Cerauno, vescovo
- Sant'Elzeario da Sabrano, conte di Ariano
- Santi Fidenzio e Terenzio di Todi, martiri
- Santi Florenziano e Ilario, martiri a Bremur
- Sant'Iltrude di Liessies, vergine
- San Sigeberto dell'Anglia orientale, re
- Beato Antonio de Torres, mercedario
- Beata Chiara della Resurrezione, vergine mercedaria
- Beata Erminia Martinez Amigo, madre di famiglia, martire
- Beato Fedele da Puzol (Mariano Climent Sanchís), religioso e martire
- Beata Francesca Saveria Fenollosa Alcayna, vergine e martire
- Beato Giovanni Battista Laborier du Vivier, martire
- Beato Giuseppe Fenollosa Alcayna, sacerdote e martire
- Beato Lorenzo da Ripafratta, domenicano
- Beato Lorenzo della Pietà, mercedario
- Beate Maria del Carmine, Rosa e Maddalena Fradera Ferragutcasas, vergini e martiri
- Beata Maria della Purificazione, vergine mercedaria
- Beato Paolo Sanson, martire mercedario